# Erycesta hertingi
Erycesta hertingi är en tvåvingeart som beskrevs av Richter 1976. Erycesta hertingi ingår i släktet Erycesta och familjen parasitflugor. Inga underarter finns listade i Catalogue of Life.